# 富田玲子
富田 玲子（とみた れいこ、1938年9月24日 - ）は、日本の女性建築家。象設計集団の創始者の一人。現在象設計集団東京事務所主宰。

## 略歴・人物
母は日本初の女性大使でデンマーク大使を務めた高橋展子。父は軍医であったが戦死した。東京府に生まれ、高田馬場で育つ。戦時中は埼玉県に疎開し、その後阿佐ヶ谷で育つ。代表作のドーモアラベスカはそのときの家を改修したものである。ピアノを音楽評論家の藤田晴子に師事。
東京教育大学附属高校から東京大学理科二類に進学。1961年に東京大学工学部建築学科を卒業し、大学院に進学。なお、東大建築学科初の女子学生であった。同年、林泰義と結婚。当初は吉武泰水研究室に所属していたがしばらくして丹下健三研究室に移籍。丹下健三とともにケヴィン・リンチの著書の翻訳を手がける。
1963年に修士課程を修了し、しばらくして吉阪隆正が主宰する建築設計事務所U研究室に所属する。1965年に休職し子育てと夫の親戚の家の設計に携わった後復職。1971年から、象設計集団設立に参加。設立後は主要なプロジェクトのほとんどに主導的に関わる。
設計活動のかたわらマサチューセッツ工科大学、ペンシルベニア大学、東京大学、早稲田大学等で客員講師を務める。

## 代表作
初期には設立当初の沖縄の建築類には関与せず、ドーモアラベスカ、ドーモ・セラカント（現在は保養施設）、ドーモ・パレーラ、脇田邸、船曳・岸田邸などの住宅プロジェクトに主導的に関わり、1980年代から2000年ごろまでは主要なプロジェクトのほとんどに参加している。

## 著書
- 都市のイメージ 共訳 岩波書店 1968年、2007年新装
- 小さな建築 みすず書房 2007年
- 象設計集団『空間に恋して』工作舎 2004年　ISBN 4-87502-383-9